# Firass Dirani
Firass Dirani (Sídney, Australia; 29 de abril de 1984) es un actor australiano, conocido por interpretar al ranger místico rojo Nick Russell en Power Rangers Mystic Force, a John Ibrahim en la serie dramática Underbelly: The Golden Mile y actualmente por dar vida a Justin Baynie en la serie House Husbands.

## Biografía
Firass nació en Australia el 29 de abril de 1984 y tiene ascendencia libanesa. Sus padres emigraron a Australia en los años 1970. Tiene un hermano llamado Fouad Dirani.
Dirani fue alumno de la Escuela de Actores de Teatro y Televisión (en inglés: Actors College of Theatre and Television).
Salió por casi tres años con la actriz Melanie Vallejo, quien interpretó al ranger azul en la serie Power Rangers Mystic Force.

## Carrera
En 2006 se unió al elenco principal de la serie infantil Power Rangers Mystic Force, donde interpretó al Ranger Místico Rojo Nick Russell, quien poco después se revela que es Bowen, el verdadero hijo de Udonna, la ranger mística blanca y de Leanbow, el caballero lobo.
En 2010 se unió al elenco principal de la tercera temporada de la serie de crimen y drama Underbelly: The Golden Mile, donde interpretó a John Ibrahim, un joven propietario del club nocturno Kings Cross involucrado con el crimen organizado.
En 2011 participó en la película de acción Killer Elite protagonizada por Jason Statham, Clive Owen, Yvonne Strahovski y Robert De Niro.
En 2012 se unió al elenco de la serie The Straits donde interpretó al criminal Gary Montebello, hasta el final de la serie luego de la primera temporada. Ese mismo año se unió al elenco principal de la serie House Husbands donde interpreta a Justin Baynie.

## Filmografía[5]

### Series de televisión
| Año       | Título                      | Personaje                            | Notas                       |
| --------- | --------------------------- | ------------------------------------ | --------------------------- |
| 2018      | Mr Inbetween                | Davros                               | 2 episodios                 |
| 2018      | Sando                       | Kevin Keenan                         | 4 episodios                 |
| 2012-2017 | House Husbands              | Justin Baynie                        | 58 episodios                |
| 2012      | The Straits                 | Gary Montebello                      | 10 episodios                |
| 2010      | Underbelly: The Golden Mile | John Ibrahim                         | 13 episodios                |
| 2007      | East West 101               | Talal                                | episodio "The Enemy Within" |
| 2007      | Kick                        | Amen Salim                           | 13 episodios                |
| 2006      | Power Rangers Mystic Force  | Red Mystic Ranger Nick Russell/Bowen | 32 episodios                |
| 2003      | All Saints                  | Joe Malouf                           | episodio "Suspicious Minds" |
| 2002      | White Collar Blue           | Nick Zenopoulos                      | episodio # 1.7              |
| -         | The Potato Factory          | David Solomon                        | miniserie                   |
| 1998      | Home and Away               | Bill                                 | episodio #1.2368            |
| 1998      | Children's Hospital         | Marc                                 | episodio "No Escape"        |

### Películas
| Año  | Título                      | Personaje           | Notas |
| ---- | --------------------------- | ------------------- | --- |
| 2016 | Hacksaw Ridge               | Vito Rinnelli       | junto a Hugo Weaving, Andrew Garfield, Sam Worthington, Vince Vaughn, Luke Bracey y Rachel Griffiths              |
| 2016 | SFv1                        | Clarence Hesinger   | junto a Isabel Lucas, Kellan Lutz, Daniel MacPherson, Luke Ford, Bren Foster, Rachel Griffiths y Temuera Morrison |
| 2013 | Taser                       | Eddie               | corto - junto a Sophie Katinis, Kerri Glasscock, Ben Simpson y Paul Darvill                                       |
| 2012 | Last Dance                  | Sadiq               | junto a Julia Blake y Alan Hopgood                                                                                |
| 2011 | Killer Elite                | Bakhait             | junto a Robert De Niro, Jason Statham y Ben Mendelsohn                                                            |
| 2009 | The Combination             | Charlie             | junto a George Basha y Doris Younane                                                                              |
| 2008 | Crooked Business            | Stevie              | junto a Danny Raco y Teo Gebert                                                                                   |
| 2008 | The Black Balloon           | Russell             | junto a Gemma Ward, Rhys Wakefield, Luke Ford, Martin Lynes y Andrew Ryan                                         |
| 2006 | The Marine                  | Líder de Al Qaeda   | junto a Damien Garvey, Robert Patrick y Laurence Breuls                                                           |
| 2006 | The Silence                 | Anthony Vassalio    | junto a Richard Roxburgh, Essie Davis y Damian de Montemas                                                        |
| 2005 | Small Claims: White Wedding | Repartidor de Pizza | - |
| 2002 | Change                      | Joe Change          | junto a John Joly y Barret O'Brien                                                                                |
| 2001 | My Husband My Killer        | Butch Kalajzich     | junto a Martin Sacks, Chris Haywood, Geoff Morrell y Elli Bennett                                                 |
| 2000 | Pitch Black                 | Ali                 | junto a Vin Diesel y Les Chantery                                                                                 |
| 2000 | Lost                        | John Savvides       | junto a Joelene Crnogorac                                                                                         |

### Teatro
| Año  | Obra                      | Personaje      | Director (a)  | Teatro | Notas |
| ---- | ------------------------- | -------------- | ------------- | ------ | ----- |
| 2004 | The Tempest               | Caliban        | John O’Hare   | -      | -     |
| 2003 | Kid Stakes/Other Times    | -              | Judi Farr     | -      | -     |
| 2003 | A Midsummer Night's Dream | Puck           | Anna Volska   | -      | -     |
| 2003 | Stories                   | -              | Gavin Robbins | -      | -     |
| 2003 | Sídney Dream Ball         | Aerial Acrobat | Gavin Robbins | -      | -     |

## Premios y nominaciones
| Año  | Categoría                    | Premio               | Trabajo                      | Resultado |
| ---- | ---------------------------- | -------------------- | ---------------------------- | --------- |
| 2016 | Best Actor                   | Silver Logie Award   | House Husbands               | Nominado  |
| 2013 | Most Popular Actor           | Silver Logie Award   | House Husbands y The Straits | Nominado  |
| 2011 | Most Popular New Male Talent | Logie Award          | Underbelly: The Golden Mile  | Ganador   |
| 2011 | Most Outstanding New Talent  | Graham Kennedy Award | Underbelly: The Golden Mile  | Ganador   |
| 2011 | Best Television Actor        | FHM Hero Award       | -                            | Ganador   |
| 2010 | Media Super Out of the Box   | IF Award             | -                            | Nominado  |
| 2010 | Cleo Bachelor of the Year    | -                    | -                            | Ganador   |